# Araneus
Araneus es un género de arañas araneomorfas de la familia Araneidae que incluye la araña de jardín europea y la araña de granero. Tienen una distribución mundial, salvo los polos. Los pedipalpos de los machos tienen un gancho como apófisis terminal.

## Especies
Se reconocen las siguientes según World Spider Catalog 19.5:
- Araneus aballensis (Strand, 1906)
- Araneus abeicus Levi, 1991
- Araneus abigeatus Levi, 1975
- Araneus acachmenus Rainbow, 1916
- Araneus acolla Levi, 1991

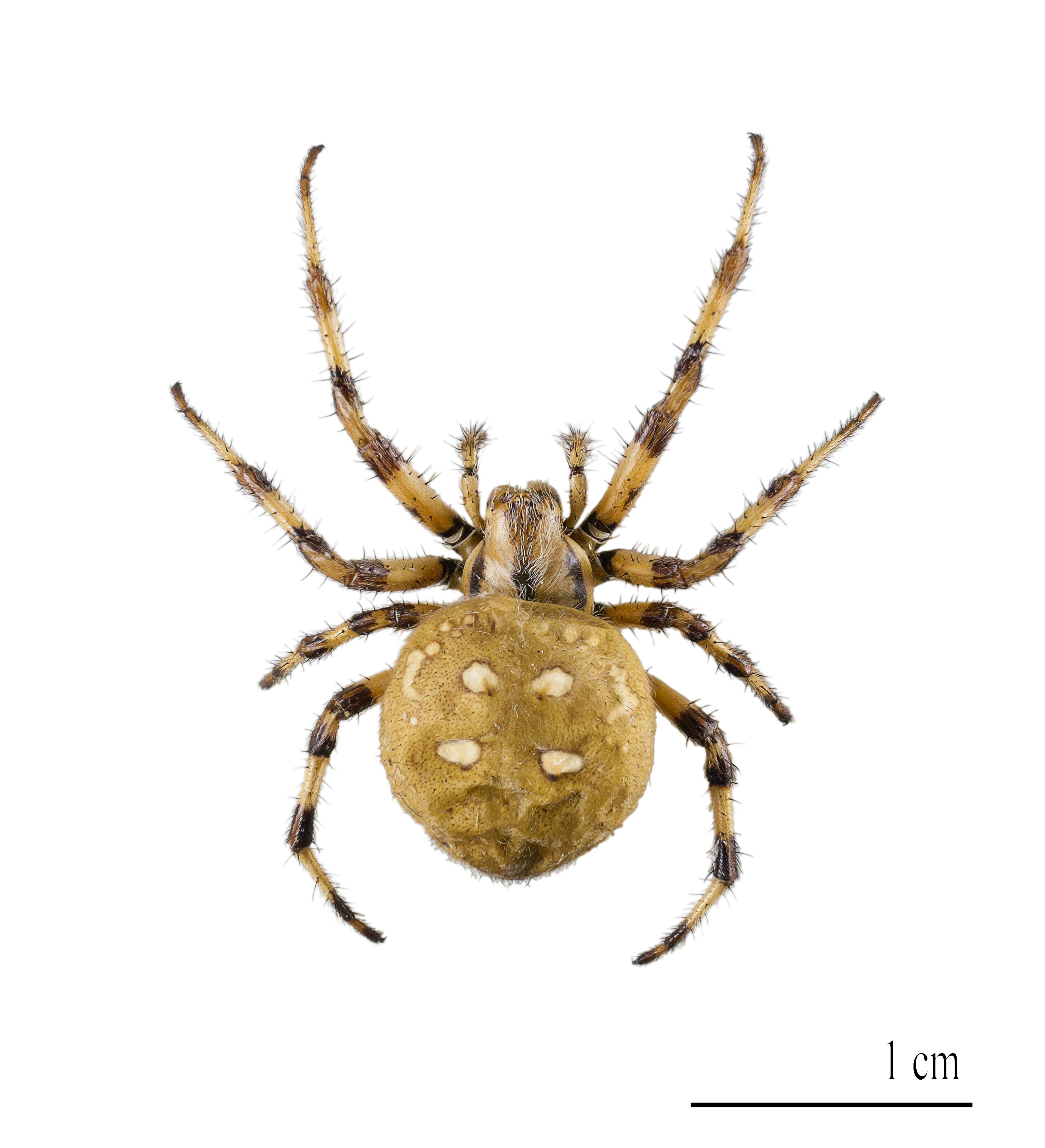
Tejedora de cuatro manchas (Araneus quadratus)

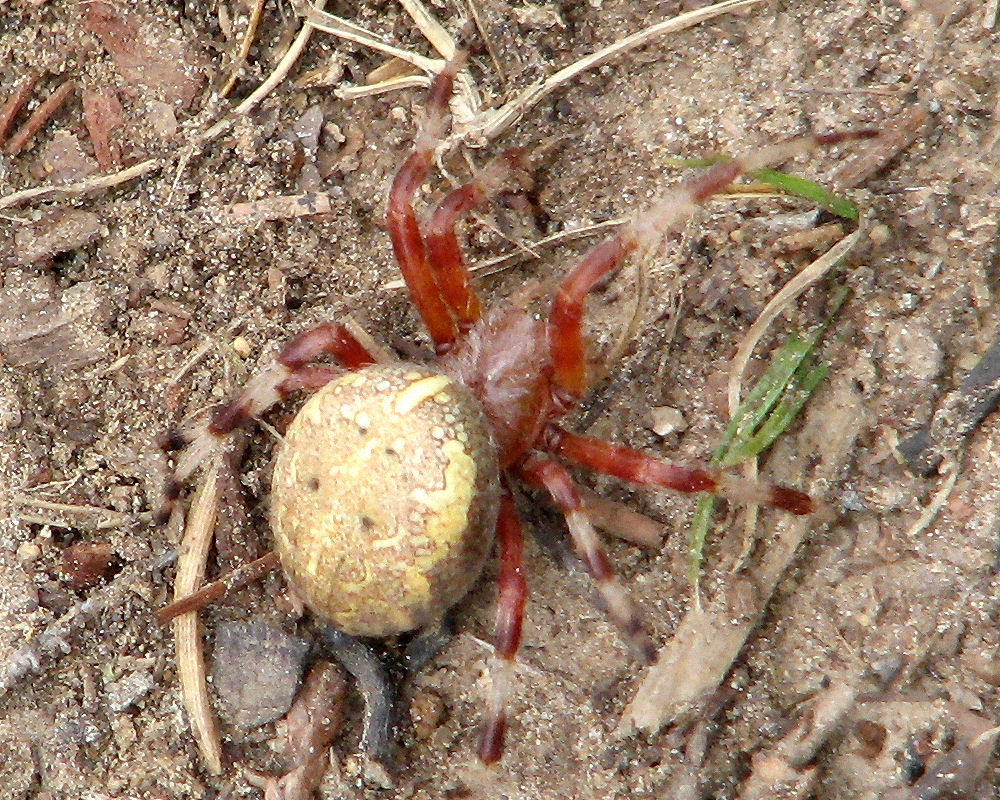
Tejedora de tréboles (Araneus trifolium), Temagami, Ontario

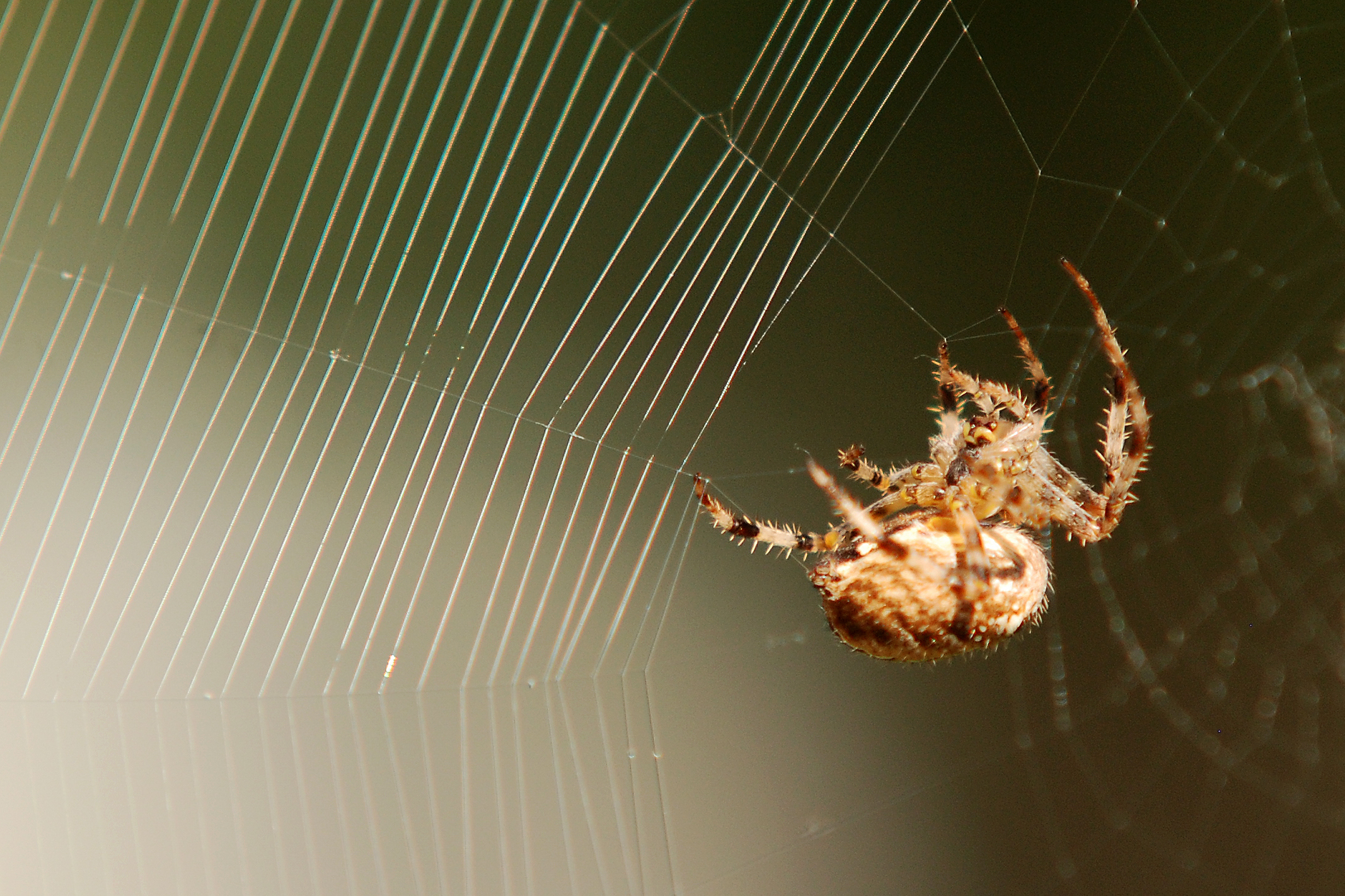
Araneus diadematus haciendo su red.

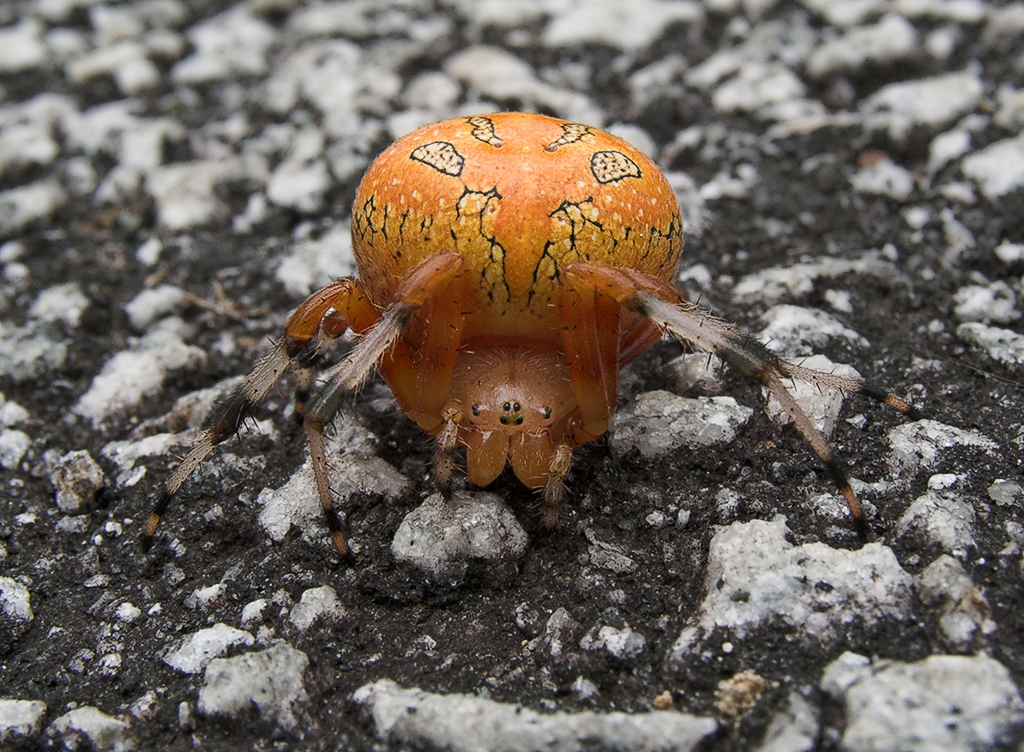
Araneus marmoreus.

- Araneus acrocephalus (Thorell, 1887)
- Araneus acronotus (Grube, 1861)
- Araneus acropygus (Thorell, 1877)
- Araneus acuminatus (L. Koch, 1872)
- Araneus acusisetus Zhu & Song, 1994
- Araneus adiantiformis Caporiacco, 1941
- Araneus adjuntaensis (Petrunkevitch, 1930)
- Araneus aethiopicus (Roewer, 1961)
- Araneus aethiopissa Simon, 1907
- Araneus affinis Zhu, Tu & Hu, 1988
- Araneus agastus Rainbow, 1916
- Araneus akakensis (Strand, 1906)
- Araneus aksuensis Yin, Xie & Bao, 1996
- Araneus albabdominalis Zhu, Zhang, Zhang & Chen, 2005
- Araneus albiaculeis (Strand, 1906)
- Araneus albidus (L. Koch, 1871)
- Araneus albilunatus Roewer, 1961
- Araneus albomaculatus Yin, Wang, Xie & Peng, 1990
- Araneus alboquadratus Dyal, 1935
- Araneus albotriangulus (Keyserling, 1887)
- Araneus alboventris (Emerton, 1884)
- Araneus alhue Levi, 1991
- Araneus allani Levi, 1973
- Araneus alsine (Walckenaer, 1802)
- Araneus altitudinum Caporiacco, 1934
- Araneus amabilis Tanikawa, 2001
- Araneus amblycyphus Simon, 1908
- Araneus amygdalaceus (Keyserling, 1864)
- Araneus ana Levi, 1991
- Araneus anantnagensis Tikader & Bal, 1981
- Araneus anaspastus (Thorell, 1892)
- Araneus anatipes (Keyserling, 1887)
- Araneus ancurus Zhu, Tu & Hu, 1988
- Araneus andrewsi (Archer, 1951)
- Araneus anguinifer (F. O. Pickard-Cambridge, 1904)
- Araneus angulatus Clerck, 1757
- Araneus anjonensis Schenkel, 1963
- Araneus annuliger (Thorell, 1898)
- Araneus annulipes (Lucas, 1838)
- Araneus apache Levi, 1975
- Araneus apicalis (Thorell, 1899)
- Araneus apiculatus (Thorell, 1895)
- Araneus apobleptus Rainbow, 1916
- Araneus appendiculatus (Taczanowski, 1873)
- Araneus apricus (Karsch, 1884)
- Araneus aragua Levi, 2008
- Araneus aralis Bakhvalov, 1981
- Araneus arenaceus (Keyserling, 1886)
- Araneus arfakianus (Thorell, 1881)
- Araneus arganicola Simon, 1909
- Araneus argentarius Rainbow, 1916
- Araneus arizonensis (Banks, 1900)
- Araneus asiaticus Bakhvalov, 1983
- Araneus aubertorum Berland, 1938
- Araneus aurantiifemuris (Mello-Leitão, 1942)
- Araneus auriculatus Song & Zhu, 1992
- Araneus axacus Levi, 1991
- Araneus badiofoliatus Schenkel, 1963
- Araneus badongensis Song & Zhu, 1992
- Araneus bagamoyensis (Strand, 1906)
- Araneus baicalicus Bakhvalov, 1981
- Araneus balanus (Doleschall, 1859)
- Araneus bandelieri (Simon, 1891)
- Araneus bantaengi Merian, 1911
- Araneus bargusinus Bakhvalov, 1981
- Araneus basalteus Schenkel, 1936
- Araneus bastarensis Gajbe, 2005
- Araneus baul Levi, 1991
- Araneus beebei Petrunkevitch, 1914
- Araneus beijiangensis Hu & Wu, 1989
- Araneus biapicatifer (Strand, 1907)
- Araneus bicavus Zhu & Wang, 1994
- Araneus bicentenarius (McCook, 1888)
- Araneus bigibbosus (O. Pickard-Cambridge, 1885)
- Araneus bihamulus Zhu, Zhang, Zhang & Chen, 2005
- Araneus bilunifer Pocock, 1900
- Araneus bimaculicollis Hu, 2001
- Araneus bimini Levi, 1991
- Araneus biprominens Yin, Wang & Xie, 1989
- Araneus bipunctatus (Thorell, 1898)
- Araneus bipunctatus Franganillo, 1931
- Araneus bispinosus (Keyserling, 1885)
- Araneus bivittatus (Walckenaer, 1841)
- Araneus blaisei Simon, 1909
- Araneus blochmanni (Strand, 1907)
- Araneus blumenau Levi, 1991
- Araneus boerneri (Strand, 1907)
- Araneus boesenbergi (Fox, 1938)
- Araneus bogotensis (Keyserling, 1864)
- Araneus bonali Morano, 2018
- Araneus boneti Levi, 1991
- Araneus bonsallae (McCook, 1894)
- Araneus borealis Tanikawa, 2001
- Araneus boreus Uyemura & Yaginuma, 1972
- Araneus bosmani Simon, 1903
- Araneus braueri (Strand, 1906)
- Araneus brisbanae (L. Koch, 1867)
- Araneus bryantae Brignoli, 1983
- Araneus bufo (Denis, 1941)
- Araneus caballo Levi, 1991
- Araneus calusa Levi, 1973
- Araneus camilla (Simon, 1889)
- Araneus canacus Berland, 1931
- Araneus canalae Berland, 1924
- Araneus caplandensis (Strand, 1907)
- Araneus carabellus (Strand, 1913)
- Araneus carchi Levi, 1991
- Araneus cardioceros Pocock, 1899
- Araneus carimagua Levi, 1991
- Araneus carnifex (O. Pickard-Cambridge, 1885)
- Araneus carroll Levi, 1973
- Araneus castilho Levi, 1991
- Araneus catillatus (Thorell, 1895)
- Araneus catospilotus Simon, 1907
- Araneus caudifer Kulczyński, 1911
- Araneus cavaticus (Keyserling, 1881)
- Araneus celebensis Merian, 1911
- Araneus cercidius Yin, Wang, Xie & Peng, 1990
- Araneus cereolus (Simon, 1886)
- Araneus chiapas Levi, 1991
- Araneus chiaramontei Caporiacco, 1940
- Araneus chingaza Levi, 1991
- Araneus chunhuaia Zhu, Tu & Hu, 1988
- Araneus chunlin Yin, Griswold, Yan & Liu, 2009
- Araneus cingulatus (Walckenaer, 1841)
- Araneus circe (Audouin, 1826)
- Araneus circellus Song & Zhu, 1992
- Araneus circulissparsus (Keyserling, 1887)
- Araneus circumbasilaris Yin, Wang, Xie & Peng, 1990
- Araneus coccinella Pocock, 1898
- Araneus cochise Levi, 1973
- Araneus cohnae Levi, 1991
- Araneus colima Levi, 1991
- Araneus colubrinus Song & Zhu, 1992
- Araneus compsus (Soares & Camargo, 1948)
- Araneus comptus Rainbow, 1916
- Araneus concepcion Levi, 1991
- Araneus concoloratus (F. O. Pickard-Cambridge, 1904)
- Araneus conexus Liu, Irfan, Yang & Peng, 2019
- Araneus corbita (L. Koch, 1871)
- Araneus corporosus (Keyserling, 1892)
- Araneus corticaloides (Roewer, 1955)
- Araneus corticarius (Emerton, 1884)
- Araneus crinitus (Rainbow, 1893)
- Araneus crispulus Tullgren, 1952
- Araneus cristobal Levi, 1991
- Araneus cuiaba Levi, 1991
- Araneus cyclops Caporiacco, 1940
- Araneus cylindriformis (Roewer, 1942)
- Araneus cyrtarachnoides (Keyserling, 1887)
- Araneus daozhenensis Zhu, Zhang, Zhang & Chen, 2005
- Araneus dayongensis Yin, Wang, Xie & Peng, 1990
- Araneus decaisnei (Lucas, 1863)
- Araneus decentellus (Strand, 1907)
- Araneus decolor (L. Koch, 1871)
- Araneus decoratus (Thorell, 1899)
- Araneus demoniacus Caporiacco, 1939
- Araneus depressatulus (Roewer, 1942)
- Araneus desierto Levi, 1991
- Araneus detrimentosus (O. Pickard-Cambridge, 1889)
- Araneus diabrosis (Walckenaer, 1841)
- Araneus diadematoides Zhu, Tu & Hu, 1988
- Araneus diadematus Clerck, 1757
- Araneus dianiphus Rainbow, 1916
- Araneus diffinis Zhu, Tu & Hu, 1988
- Araneus digitatus Liu, Irfan, Yang & Peng, 2019
- Araneus dimidiatus (L. Koch, 1871)
- Araneus diversicolor (Rainbow, 1893)
- Araneus doenitzellus (Strand, 1906)
- Araneus dofleini (Bösenberg & Strand, 1906)
- Araneus dospinolongus Barrion & Litsinger, 1995
- Araneus dreisbachi Levi, 1991
- Araneus drygalskii (Strand, 1909)
- Araneus ealensis Giltay, 1935
- Araneus eburneiventris (Simon, 1908)
- Araneus ejusmodi Bösenberg & Strand, 1906
- Araneus elatatus (Strand, 1911)
- Araneus elizabethae Levi, 1991
- Araneus ellipticus (Tikader & Bal, 1981)
- Araneus elongatus Yin, Wang & Xie, 1989
- Araneus emmae Simon, 1900
- Araneus enucleatus (Karsch, 1879)
- Araneus enyoides (Thorell, 1877)
- Araneus excavatus Franganillo, 1930
- Araneus expletus (O. Pickard-Cambridge, 1889)
- Araneus exsertus Rainbow, 1904
- Araneus falcatus Guo, Zhang & Zhu, 2011
- Araneus fastidiosus (Keyserling, 1887)
- Araneus favorabilis Rainbow, 1916
- Araneus faxoni (Bryant, 1940)
- Araneus fengshanensis Zhu & Song, 1994
- Araneus ferganicus Bakhvalov, 1983
- Araneus ferrugineus (Thorell, 1877)
- Araneus fictus (Rainbow, 1896)
- Araneus finneganae Berland, 1938
- Araneus fishoekensis (Strand, 1909)
- Araneus fistulosus Franganillo, 1930
- Araneus flagelliformis Zhu & Yin, 1998
- Araneus flavisternis (Thorell, 1878)
- Araneus flavopunctatus (L. Koch, 1871)
- Araneus flavosellatus Simon, 1895
- Araneus flavosignatus (Roewer, 1942)
- Araneus flavus (O. Pickard-Cambridge, 1894)
- Araneus floriatus Hogg, 1914
- Araneus formosellus (Roewer, 1942)
- Araneus frio Levi, 1991
- Araneus fronki Levi, 1991
- Araneus frosti (Hogg, 1896)
- Araneus fulvellus (Roewer, 1942)
- Araneus fuscinotus (Strand, 1908)
- Araneus gadus Levi, 1973
- Araneus galero Levi, 1991
- Araneus gazerti (Strand, 1909)
- Araneus geminatus (Thorell, 1881)
- Araneus gemma (McCook, 1888)
- Araneus gemmoides Chamberlin & Ivie, 1935
- Araneus gerais Levi, 1991
- Araneus gestrellus (Strand, 1907)
- Araneus gestroi (Thorell, 1881)
- Araneus gibber (O. Pickard-Cambridge, 1885)
- Araneus ginninderranus Dondale, 1966
- Araneus goniaeoides (Strand, 1915)
- Araneus goniaeus (Thorell, 1878)
- Araneus graemii Pocock, 1900
- Araneus granadensis (Keyserling, 1864)
- Araneus granti Hogg, 1914
- Araneus gratiolus Yin, Wang, Xie & Peng, 1990
- Araneus groenlandicola (Strand, 1906)
- Araneus grossus (C. L. Koch, 1844)
- Araneus guandishanensis Zhu, Tu & Hu, 1988
- Araneus guatemus Levi, 1991
- Araneus guerrerensis Chamberlin & Ivie, 1936
- Araneus guessfeldi (Karsch, 1879)
- Araneus gundlachi (Banks, 1914)
- Araneus gurdus (O. Pickard-Cambridge, 1885)
- Araneus guttatus (Keyserling, 1865)
- Araneus guttulatus (Walckenaer, 1841)
- Araneus habilis (O. Pickard-Cambridge, 1889)
- Araneus haematomerus (Gerstäcker, 1873)
- Araneus hamiltoni (Rainbow, 1893)
- Araneus hampei Simon, 1895
- Araneus haploscapellus (Strand, 1907)
- Araneus haruspex (O. Pickard-Cambridge, 1885)
- Araneus herbeus (Thorell, 1890)
- Araneus hierographicus Simon, 1909
- Araneus himalayanus (Simon, 1889)
- Araneus hirsti Lessert, 1915
- Araneus hirsutulus (Stoliczka, 1869)
- Araneus hispaniola (Bryant, 1945)
- Araneus holzapfelae Lessert, 1936
- Araneus horizonte Levi, 1991
- Araneus hortensis (Blackwall, 1859)
- Araneus hoshi Tanikawa, 2001
- Araneus hotteiensis (Bryant, 1945)
- Araneus huahun Levi, 1991
- Araneus hui Hu, 2001
- Araneus huixtla Levi, 1991
- Araneus humilis (L. Koch, 1867)
- Araneus idoneus (Keyserling, 1887)
- Araneus iguacu Levi, 1991
- Araneus illaudatus (Gertsch & Mulaik, 1936)
- Araneus indistinctus (Doleschall, 1859)
- Araneus inquietus (Keyserling, 1887)
- Araneus interjectus (L. Koch, 1871)
- Araneus inustus (L. Koch, 1871)
- Araneus iriomotensis Tanikawa, 2001
- Araneus isabella (Vinson, 1863)
- Araneus ishisawai Kishida, 1928
- Araneus iviei (Archer, 1951)
- Araneus jalisco Levi, 1991
- Araneus jamundi Levi, 1991
- Araneus juniperi (Emerton, 1884)
- Araneus kalaharensis Simon, 1910
- Araneus kapiolaniae Simon, 1900
- Araneus karissimbicus (Strand, 1913)
- Araneus kerr Levi, 1981
- Araneus khingan Zhou, Zhu & Zhang, 2017
- Araneus kirgisikus Bakhvalov, 1974
- Araneus kiwuanus (Strand, 1913)
- Araneus klaptoczi Simon, 1908
- Araneus koepckeorum Levi, 1991
- Araneus komi Tanikawa, 2001
- Araneus kraepelini (Lenz, 1891)
- Araneus lacrymosus (Walckenaer, 1841)
- Araneus ladschicola (Strand, 1906)
- Araneus lamperti (Strand, 1907)
- Araneus lancearius (Keyserling, 1887)
- Araneus lanio Levi, 1991
- Araneus lateriguttatus (Karsch, 1879)
- Araneus lathyrinus (Holmberg, 1875)
- Araneus latirostris (Thorell, 1895)
- Araneus leai (Rainbow, 1894)
- Araneus lechugalensis (Keyserling, 1883)
- Araneus legonensis Grasshoff & Edmunds, 1979
- Araneus lenkoi Levi, 1991
- Araneus lenzi (Roewer, 1942)
- Araneus leones Levi, 1991
- Araneus liae Yin, Griswold, Yan & Liu, 2009
- Araneus liber (Leardi, 1902)
- Araneus liberalis Rainbow, 1902
- Araneus liberiae (Strand, 1906)
- Araneus licenti Schenkel, 1953
- Araneus lineatipes (O. Pickard-Cambridge, 1889)
- Araneus lineatus Franganillo, 1931
- Araneus linshuensis Yin, Wang, Xie & Peng, 1990
- Araneus lintatus Levi, 1991
- Araneus linzhiensis Hu, 2001
- Araneus lithyphantiformis (Kishida, 1910)
- Araneus lixicolor (Thorell, 1895)
- Araneus loczyanus (Lendl, 1898)
- Araneus lodicula (Keyserling, 1887)
- Araneus longicaudus (Thorell, 1877)
- Araneus luteofaciens (Roewer, 1942)
- Araneus lutulentus (Keyserling, 1886)
- Araneus macacus Uyemura, 1961
- Araneus macleayi (Bradley, 1876)
- Araneus madagascaricus (Strand, 1908)
- Araneus mamillanus (Keyserling, 1887)
- Araneus mammatus (Archer, 1951)
- Araneus mangarevoides (Bösenberg & Strand, 1906)
- Araneus margaritae Caporiacco, 1940
- Araneus margitae (Strand, 1917)
- Araneus mariposa Levi, 1973
- Araneus marmoreus Clerck, 1757
- Araneus marmoroides Schenkel, 1953
- Araneus masculus Caporiacco, 1941
- Araneus masoni (Simon, 1887)
- Araneus mastersi (Bradley, 1876)
- Araneus matogrosso Levi, 1991
- Araneus mauensis Caporiacco, 1949
- Araneus mayumiae Tanikawa, 2001
- Araneus mazamitla Levi, 1991
- Araneus mbogaensis (Strand, 1913)
- Araneus memoryi Hogg, 1900
- Araneus mendoza Levi, 1991
- Araneus menglunensis Yin, Wang, Xie & Peng, 1990
- Araneus meropes (Keyserling, 1865)
- Araneus mertoni (Strand, 1911)
- Araneus metalis (Thorell, 1887)
- Araneus metellus (Strand, 1907)
- Araneus meus (Strand, 1907)
- Araneus miami Levi, 1973
- Araneus microsoma (Banks, 1909)
- Araneus microtuberculatus Petrunkevitch, 1914
- Araneus mimosicola (Simon, 1884)
- Araneus minahassae Merian, 1911
- Araneus miniatus (Walckenaer, 1841)
- Araneus minutalis (Simon, 1889)
- Araneus miquanensis Yin, Wang, Xie & Peng, 1990
- Araneus missouri Levi, 2008
- Araneus mitificus (Simon, 1886)
- Araneus monica Levi, 1973
- Araneus monoceros (Thorell, 1895)
- Araneus montereyensis (Archer, 1951)
- Araneus moretonae Levi, 1991
- Araneus mortoni (Urquhart, 1891)
- Araneus morulus (Thorell, 1898)
- Araneus mossambicanus (Pavesi, 1881)
- Araneus motuoensis Yin, Wang, Xie & Peng, 1990
- Araneus mulierarius (Keyserling, 1887)
- Araneus musawas Levi, 1991
- Araneus myurus (Thorell, 1877)
- Araneus nacional Levi, 1991
- Araneus nashoba Levi, 1973
- Araneus necopinus (Keyserling, 1887)
- Araneus nephelodes (Thorell, 1890)
- Araneus nidus Yin & Gong, 1996
- Araneus nigmanni (Strand, 1906)
- Araneus nigricaudus Simon, 1897
- Araneus nigrodecoratus (Strand, 1908)
- Araneus nigroflavornatus Merian, 1911
- Araneus nigromaculatus Schenkel, 1963
- Araneus nigropunctatus (L. Koch, 1871)
- Araneus nigroquadratus Lawrence, 1937
- Araneus niveus (Hentz, 1847)
- Araneus noegeatus (Thorell, 1895)
- Araneus nojimai Tanikawa, 2001
- Araneus nordmanni (Thorell, 1870)
- Araneus nossibeus (Strand, 1907)
- Araneus notacephalus (Urquhart, 1891)
- Araneus notandus Rainbow, 1912
- Araneus noumeensis (Simon, 1880)
- Araneus novaepommerianae (Strand, 1913)
- Araneus nox (Simon, 1877)
- Araneus nuboso Levi, 1991
- Araneus nympha (Simon, 1889)
- Araneus obscurissimus Caporiacco, 1934
- Araneus obscurtus (Urquhart, 1893)
- Araneus obtusatus (Karsch, 1892)
- Araneus ocaxa Levi, 1991
- Araneus ocellatulus (Roewer, 1942)
- Araneus octodentalis Song & Zhu, 1992
- Araneus octumaculalus Han & Zhu, 2010
- Araneus ogatai Tanikawa, 2001
- Araneus omnicolor (Keyserling, 1893)
- Araneus orgaos Levi, 1991
- Araneus origena (Thorell, 1890)
- Araneus oxygaster Caporiacco, 1940
- Araneus oxyurus (Thorell, 1877)
- Araneus paenulatus (O. Pickard-Cambridge, 1885)
- Araneus pahalgaonensis Tikader & Bal, 1981
- Araneus pahli (Strand, 1906)
- Araneus paitaensis Schenkel, 1953
- Araneus pallasi (Thorell, 1875)
- Araneus pallescens (Lenz, 1891)
- Araneus pallidus (Olivier, 1789)
- Araneus panchganiensis Tikader & Bal, 1981
- Araneus panniferens (O. Pickard-Cambridge, 1885)
- Araneus papulatus (Thorell, 1887)
- Araneus partitus (Walckenaer, 1841)
- Araneus parvulus Rainbow, 1900
- Araneus parvus (Karsch, 1878)
- Araneus pauxillus (Thorell, 1887)
- Araneus pavlovi Schenkel, 1953
- Araneus pecuensis (Karsch, 1881)
- Araneus pegnia (Walckenaer, 1841)
- Araneus pellax (O. Pickard-Cambridge, 1885)
- Araneus penai Levi, 1991
- Araneus pentagrammicus (Karsch, 1879)
- Araneus perincertus Caporiacco, 1947
- Araneus petersi (Karsch, 1878)
- Araneus pfeifferae (Thorell, 1877)
- Araneus phaleratus (Urquhart, 1893)
- Araneus phlyctogena Simon, 1907
- Araneus phyllonotus (Thorell, 1887)
- Araneus pichoni Schenkel, 1963
- Araneus pico Levi, 1991
- Araneus pictithorax (Hasselt, 1882)
- Araneus pinguis (Karsch, 1879)
- Araneus pistiger Simon, 1899
- Araneus pius (Karsch, 1878)
- Araneus plenus Yin, Griswold, Yan & Liu, 2009
- Araneus pogisa (Marples, 1957)
- Araneus poltyoides Chrysanthus, 1971
- Araneus polydentatus Yin, Griswold & Xu, 2007
- Araneus pontii Caporiacco, 1934
- Araneus popaco Levi, 1991
- Araneus postilena (Thorell, 1878)
- Araneus poumotuus (Strand, 1913)
- Araneus praedatus (O. Pickard-Cambridge, 1885)
- Araneus praesignis (L. Koch, 1872)
- Araneus prasius (Thorell, 1890)
- Araneus pratensis (Emerton, 1884)
- Araneus principis Simon, 1907
- Araneus pronubus (Rainbow, 1894)
- Araneus prospiciens (Thorell, 1890)
- Araneus providens Kulczyński, 1911
- Araneus prunus Levi, 1973
- Araneus pseudoconicus Schenkel, 1936
- Araneus pseudosturmii Yin, Wang, Xie & Peng, 1990
- Araneus pseudoventricosus Schenkel, 1963
- Araneus psittacinus (Keyserling, 1887)
- Araneus pudicus (Thorell, 1898)
- Araneus puebla Levi, 1991
- Araneus pulcherrimus (Roewer, 1942)
- Araneus pulchriformis (Roewer, 1942)
- Araneus punctipedellus (Strand, 1908)
- Araneus pupulus (Thorell, 1890)
- Araneus purus (Simon, 1907)
- Araneus qianshan Zhu, Zhang & Gao, 1998
- Araneus quadratus Clerck, 1757
- Araneus quietus (Keyserling, 1887)
- Araneus quirapan Levi, 1991
- Araneus rabiosulus (Keyserling, 1887)
- Araneus radja (Doleschall, 1857)
- Araneus rainbowi (Roewer, 1942)
- Araneus ramulosus (Keyserling, 1887)
- Araneus rani (Thorell, 1881)
- Araneus rarus (Keyserling, 1887)
- Araneus raui (Strand, 1907)
- Araneus recherchensis (Main, 1954)
- Araneus relicinus (Keyserling, 1887)
- Araneus repetecus Bakhvalov, 1978
- Araneus riveti Berland, 1913
- Araneus roseomaculatus Ono, 1992
- Araneus rotundicornis Yaginuma, 1972
- Araneus rotundulus (Keyserling, 1887)
- Araneus royi Roewer, 1961
- Araneus rubicundulus (Keyserling, 1887)
- Araneus rubrivitticeps (Strand, 1911)
- Araneus rufipes (O. Pickard-Cambridge, 1889)
- Araneus rumiae Biswas & Raychaudhuri, 2013
- Araneus ryukyuanus Tanikawa, 2001
- Araneus saccalava (Strand, 1907)
- Araneus saevus (L. Koch, 1872)
- Araneus sagicola (Dönitz & Strand, 1906)
- Araneus salto Levi, 1991
- Araneus sambava (Strand, 1907)
- Araneus santacruziensis Barrion & Litsinger, 1995
- Araneus santarita (Archer, 1951)
- Araneus savesi (Simon, 1880)
- Araneus schneblei Levi, 1991
- Araneus schrencki (Grube, 1861)
- Araneus scutellatus Schenkel, 1963
- Araneus scutifer (Keyserling, 1886)
- Araneus scutigerens Hogg, 1900
- Araneus selva Levi, 1991
- Araneus seminiger (L. Koch, 1878)
- Araneus senicaudatus Simon, 1908
- Araneus separatus (Roewer, 1942)
- Araneus septemtuberculatus (Thorell, 1899)
- Araneus sernai Levi, 1991
- Araneus shunhuangensis Yin, Wang, Xie & Peng, 1990
- Araneus sicki Levi, 1991
- Araneus simillimus Kulczyński, 1911
- Araneus singularis (Urquhart, 1891)
- Araneus sinistrellus (Roewer, 1942)
- Araneus sogdianus Charitonov, 1969
- Araneus spathurus (Thorell, 1890)
- Araneus speculabundus (L. Koch, 1871)
- Araneus sponsus (Thorell, 1887)
- Araneus squamifer (Keyserling, 1886)
- Araneus stabilis (Keyserling, 1892)
- Araneus stella (Karsch, 1879)
- Araneus stolidus (Keyserling, 1887)
- Araneus strandiellus Charitonov, 1951
- Araneus striatipes (Simon, 1877)
- Araneus strigatellus (Strand, 1908)
- Araneus strupifer (Simon, 1886)
- Araneus sturmi (Hahn, 1831)
- Araneus suavis Rainbow, 1899
- Araneus subflavidus (Urquhart, 1893)
- Araneus subumbrosus Roewer, 1961
- Araneus sulfurinus (Pavesi, 1883)
- Araneus svanetiensis Mcheidze, 1997
- Araneus sydneyicus (Keyserling, 1887)
- Araneus sylvicola (Rainbow, 1897)
- Araneus taigunensis Zhu, Tu & Hu, 1988
- Araneus talasi Bakhvalov, 1970
- Araneus talca Levi, 1991
- Araneus talipedatus (Keyserling, 1887)
- Araneus tambopata Levi, 1991
- Araneus tamerlani (Roewer, 1942)
- Araneus taperae (Mello-Leitão, 1937)
- Araneus tartaricus (Kroneberg, 1875)
- Araneus tatianae Lessert, 1938
- Araneus tatsulokeus Barrion & Litsinger, 1995
- Araneus tellezi Levi, 1991
- Araneus tenancingo Levi, 1991
- Araneus tenerius Yin, Wang, Xie & Peng, 1990
- Araneus tengxianensis Zhu & Zhang, 1994
- Araneus tepic Levi, 1991
- Araneus tetraspinulus (Yin, Wang, Xie & Peng, 1990)
- Araneus texanus (Archer, 1951)
- Araneus thaddeus (Hentz, 1847)
- Araneus thevenoti Simon, 1895
- Araneus thorelli (Roewer, 1942)
- Araneus tiganus (Chamberlin, 1916)
- Araneus tijuca Levi, 1991
- Araneus tinikdikitus Barrion & Litsinger, 1995
- Araneus titirus Simon, 1896
- Araneus toma (Strand, 1915)
- Araneus tonkinus Simon, 1909
- Araneus toruaigiri Bakhvalov, 1970
- Araneus transversivittiger (Strand, 1907)
- Araneus transversus Rainbow, 1912
- Araneus triangulus (Fox, 1938)
- Araneus tricoloratus Zhu, Tu & Hu, 1988
- Araneus trifolium (Hentz, 1847)
- Araneus trigonophorus (Thorell, 1887)
- Araneus triguttatus (Fabricius, 1775)
- Araneus tschuiskii Bakhvalov, 1974
- Araneus tsurusakii Tanikawa, 2001
- Araneus tubabdominus Zhu & Zhang, 1993
- Araneus tuscarora Levi, 1973
- Araneus ubicki Levi, 1991
- Araneus unanimus (Keyserling, 1879)
- Araneus uniformis (Keyserling, 1879)
- Araneus unistriatus (McCook, 1894)
- Araneus urbanus (Keyserling, 1887)
- Araneus urquharti (Roewer, 1942)
- Araneus ursimorphus (Strand, 1906)
- Araneus uruapan Levi, 1991
- Araneus urubamba Levi, 1991
- Araneus usualis (Keyserling, 1887)
- Araneus uyemurai Yaginuma, 1960
- Araneus v-notatus (Thorell, 1875)
- Araneus variegatus Yaginuma, 1960
- Araneus varpunen Sen, Dhali, Saha & Raychaudhuri, 2015
- Araneus varus (Kauri, 1950)
- Araneus venatrix (C. L. Koch, 1838)
- Araneus ventricosus (L. Koch, 1878)
- Araneus ventriosus (Urquhart, 1891)
- Araneus vermimaculatus Zhu & Wang, 1994
- Araneus villa Levi, 1991
- Araneus vincibilis (Keyserling, 1893)
- Araneus viperifer Schenkel, 1963
- Araneus virgunculus (Thorell, 1890)
- Araneus virgus (Fox, 1938)
- Araneus viridisomus Gravely, 1921
- Araneus viridiventris Yaginuma, 1969
- Araneus viridulus (Urquhart, 1891)
- Araneus volgeri Simon, 1897
- Araneus vulpinus (Hahn, 1834)
- Araneus vulvarius (Thorell, 1898)
- Araneus walesianus (Karsch, 1878)
- Araneus washingtoni Levi, 1971
- Araneus wokamus (Strand, 1911)
- Araneus woodfordi Pocock, 1898
- Araneus workmani (Keyserling, 1884)
- Araneus wulongensis Song & Zhu, 1992
- Araneus xavantina Levi, 1991
- Araneus xianfengensis Song & Zhu, 1992
- Araneus xizangensis Hu, 2001
- Araneus yadongensis Hu, 2001
- Araneus yapingensis Yin, Griswold, Yan & Liu, 2009
- Araneus yasudai Tanikawa, 2001
- Araneus yatei Berland, 1924
- Araneus yoshitomii Yoshida, 2014
- Araneus yuanminensis Yin, Wang, Xie & Peng, 1990
- Araneus yukon Levi, 1971
- Araneus yunnanensis Yin, Peng & Wang, 1994
- Araneus yuzhongensis Yin, Wang, Xie & Peng, 1990
- Araneus zapallar Levi, 1991
- Araneus zebrinus Zhu & Wang, 1994
- Araneus zelus (Strand, 1907)
- Araneus zhangmu Zhang, Song & Kim, 2006
- Araneus zhaoi Zhang & Zhang, 2002
- Araneus zuluanus (Strand, 1907)
- Araneus zygielloides Schenkel, 1963

## Historia taxonómica
El género Araneus fue originalmente denominado Epeira que ahora se considera un sinónimo del género Araneus (Clerck, 1757). 
El término fue acuñado por Charles Athanase Walckenaer en 1805, para una gama de arañas que ahora se consideran Araneidae. Con el tiempo, un conjunto más diverso de arañas se agrupan bajo el género Epeira, incluidas las especies de las familias Araneidae, Mimetidae (Mimetus syllepsicus descrito por Nicholas Marcellus Hentz, 1832), Nephilidae, Tetragnathidae, Theridiidae, Theridiosomatidae (Theridiosoma gemmosum, descrito por Ludwig Carl Christian Koch, 1877 como Theridion gemmosum), Titanoecidae (Nurscia albomaculata , descrito por Hippolyte Lucas, 1846 como Epeira albo-maculata) y Uloboridae (Uloborus glomosus , descrito por Walckenaer, 1842, Epeira glomosus). Epeira cylindrica O. P-Cambridge, 1889, fue por un momento a colocarse en Linyphiidae y se considera incertae sedis, como "Araneus" cylindriformis (Roewer, 1942). 
Epeira fue sinonimizado con el género Aranea por William Elford Leach, en 1815, y con Araneus por Eugène Simon, 1904.
A lo largo del siglo XIX, Epeira fue utilizado como un género similar a la vez con el omnipresente género de salticidae, Attus. Sin embargo, desde 1911, su última mención, en 1957, sólo muy pocos autores siguieron utilizando el género en sus publicaciones, en particular, Franganillo (1913, 1918), Hingston (1932), Kaston (1948) y Marples (1957). Chamberlin & Ivie publicaron una nueva especie, Epeira miniata, en 1944, que fue rechazada. 
Jean-Henri Fabre se refiere a las arañas Argiope como Epeiras en su libro de 1928 "La Vie des araignées", dentro de la familia "Epeirae". James Henry Emerton también utiliza el género Epeira en su libro de 1902 "The Common Spiders of the United States", sino que se refiere a las arañas en su mayoría ahora se considera Araneus. El popular libro de 1893 "American Spiders and their Spinningwork" de Henry Christopher McCook también utiliza Epeira ampliamente. 
El corto documental "Epeira diadema" (1952) del director italiano Alberto Ancilotto fue nominado para un Oscar en 1953. Se trata de la araña que hoy se conoce como Araneus diadematus.

## Veneno
Las Epeiras o Araneus poseen varios venenos, pero darían una mordida seca en 8 de cada 10 ocasiones. Las hembras muerden más a menudo que los machos, que prefieren huir o fingir la muerte.